# Idioma tusia
El tusia (también escrito como tusya, tusiã o toussia) es una lengua también conocida como wín es una lengua de Burkina Faso, previamente fue clasificada como una lengua gur (central), aunque su clasificación es dudosa. Más recientemente se ha clasificado dentro de las lenguas sabánicas.
Existen dos variantes la septentrional y la meridional, estas dos variedades tienen una inteligibilidad mutua difícil.

## Comparación léxica
Los numerales en diferentes variedades de tusia son:
| GLOSA | Septentrional | Meridional | PROTO- WIN   |
| ----- | ------------- | ---------- | ------------ |
| '1'   | nṍːkə̀         | núkú       | *nuk-        |
| '2'   | nĩ́ŋnõ̀         | nínɔ́       | *ni(ŋ)no     |
| '3'   | tṍːnõ̀         | tɔ̃́nɔ́       | *tõːno       |
| '4'   | ĩ́yã̂           | ńyã́h       | *-yãh        |
| '5'   | klʊ̂           | kwlɔ       | *kʷa-lo      |
| '6'   | kv̀ːnə̃̀ŋ        | kénúkò     | *kʷ-nuk-     |
| '7'   | kvìːnĩ̀        | kwǎrninɔ   | *kʷa+ni(ŋ)no |
| '8'   | k͡pwɛ̀ːtṍ       | kwǎrtɔ̃́nɔ   | *kʷa+tõːno   |
| '9'   | k͡pàːrĩ̀yã́      | kwǎryã́h    | *kʷa+yãh     |
| '10'  | (sàbwɔ̀)       | ɡbãm       | *gbam        |
El término para '10' en tusia septentrional es muy probablemente un préstamo del fula